# カルィーニウカ (オブーヒウ地区)
カルィーニウカ（ウクライナ語：Кали́нівка；意訳：「莢蒾酒」）は、ウクライナのキーウ州オブーヒウ地区にある村。ローシ川河岸に位置する。1922年に創建された。面積は約0.5km²（2005年）。人口は76人（2005年）。
2020年7月まではボフスラーウ地区に属していたが、ウクライナ最高議会による地方自治体の行政区画改革によってボフスラーウ地区が廃止されたことに伴い、カルィーニウカはオブーヒウ地区へ編入された。